# Đám rối thần kinh cụt
Đám rối thần kinh cụt (gọi tắt là đám rối cụt) là một mạng lưới được tạo bởi các thần kinh gần với xương cụt.

## Cấu trúc
Đám rối tạo bởi thần kinh sống cụt và một phần của thần kinh sống cùng IV (S4). Nó cho nhánh đến thần kinh hậu môn - cụt.